# Rio Loco

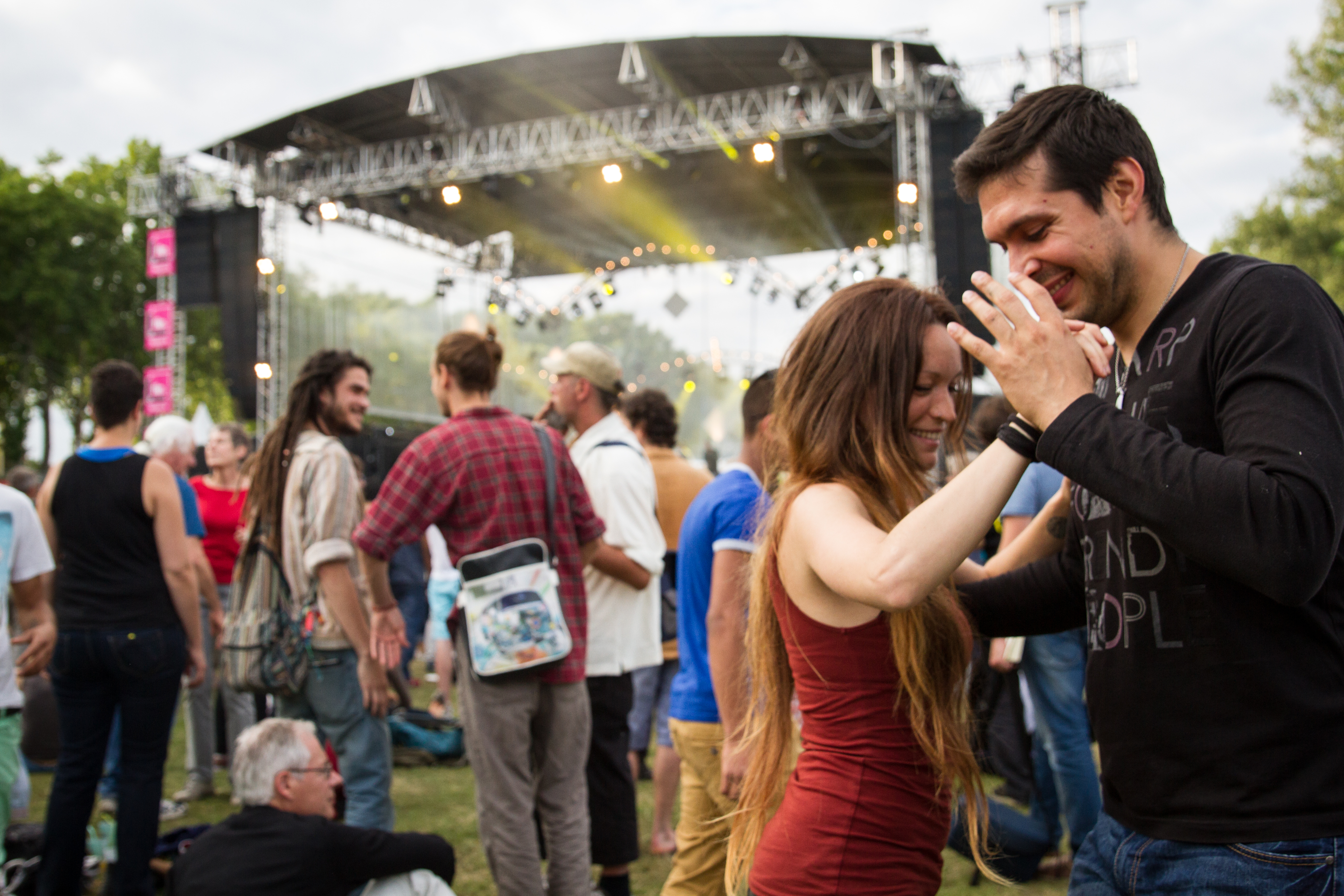
Rio Loco 2015

Rio Loco est un festival annuel de musique du monde placé sous le signe de la diversité culturelle, au cœur de Toulouse.

## Historique
Il a été créé au milieu des années 1990. Il s'appelle initialement Garonne, le festival, puis opte pour son nom actuel, Rio Loco. À chaque édition sont conviés des artistes de régions où coule un fleuve, puis, en 2011, avec l’arrivée d’Hervé Bordier (cofondateur des Transmusicales de Rennes), il s'ouvre à des idées d'autres transversalités. Il se déroule, au fil de la Garonne, avec trois scènes, dans un parc de 6 hectares, la Prairie des Filtres. Associant musique, spectacles pour jeune public, art visuel, cinéma de plein air, conte, cirque et graff, il reflète la diversité et la richesse des pays invités, dans un esprit festif et populaire.

## Thèmes annuels
- 1995 : l’Èbre
- 1996 : la Garonne
- 1997 : Le Nil et le Mékong
- 1998 : le Gange
- 1999 : l’Arno
- 2000 : la Volga
- 2001 : le Mississippi
- 2002 : le Rio de la Plata
- 2003 : le Rio Cauto, à La Havane
- 2004 : le Río Papaloapan
- 2005 : le Velho Chico, au Brésil
- 2006 : le Sénégal
- 2007 : les fleuves d'Espagne
- 2008 : le Danube, les Balkans

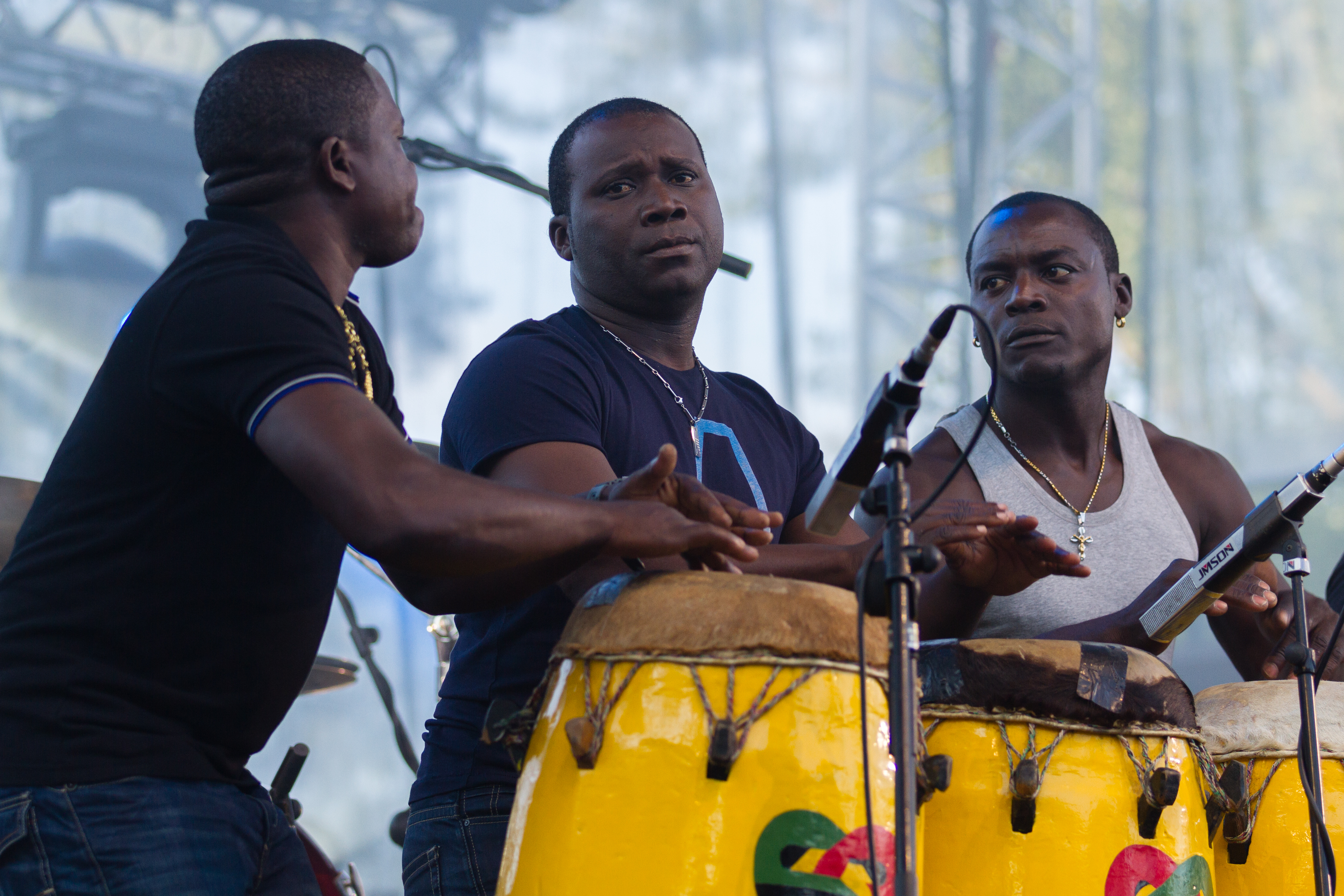
Fondering & Prince Koloni - Rio Loco 2014

- Fondering & Prince Koloni - Rio Loco 20142009 : la Grande Bleue, le Maghreb Central (Algérie / Maroc / Tunisie)
- 2010 : Afrique du Sud[3].
- 2011 : Le thème mexicain prévu a été annulé à la suite du déroulement de l'affaire Florence Cassez. Le festival Rio Loco consacre exceptionnellement sa 17e édition à la richesse des cultures et musiques du monde.
- 2012 : Lusophonie (avec Angola, Mozambique, Brésil, Cap vert, Guinée-Bissau, Portugal, Sao Tomé-et-Principe et Timor Oriental)
- 2013 : Antillas avec une édition consacrée aux îles Caraïbes : de Cuba à Trinité-et-Tobago en passant par Haïti, la Martinique et la Guadeloupe
- 2014 : Terres Caraïbes[4].
- 2015 : 20 ans sur 4 continents (Un thème par jour :  Europa - America - Africa - Occitania) et avec un hommage à Claude Nougaro[2].
- 2016 : Les Mondes Celtes (Asturies, Bretagne, Cornouailles, Ecosse, Galice, Ile de Man, Irlande, Pays de Galles)[5].
- 2017 : Océan Indien (Comores, La Réunion, Madagascar, Maurice, Mayotte, Rodrigues, Seychelles, Zanzibar)[1].
- 2018 : Les rumbas du monde (Congo, Cuba, Catalogne)[6].
- 2019 : La voix des femmes
- 2021 : l'Afrique
- 2022 : le Portugal
- 2023 : Mundo Mix
- 2024 : Odyssea

## Artistes invités
Le festival a invité plus de 3000 artistes[réf. nécessaire] depuis sa création.
Claude Nougaro, Joan Baez, Orchestre national de Barbès, Giorgio Conte, Zachary Richard, León Gieco, Gotan Project, Gonzalo Rubalcaba, Omara Portuondo, Omar Sosa, Paulo Moura, Alfredo Rodriguez, Chavela Vargas, Kinky, Nortec, Seu Jorge, Egberto Gismonti, Hermeto Pascoal, Beth Carvalho, Velha Guarda da Portela, Youssou N’Dour, Daara J, Touré Kunda, Cheikh Lô, Didier Awadi, Orchestra Baobab, Tomatito, Ojos de Brujo, Chano Domínguez, Paco de Lucía, Emir Kusturica, Shantel, Khaled, Najat Aatabou, Idir, U-Cef, Archie Shepp, Rachid Taha, H-Kayne, Justin Adams, Johnny Clegg Parliament ...